# 員山 (宜蘭縣冬山鄉)
員山，是台灣宜蘭縣冬山鄉的一個傳統地域名稱，位於該鄉南部偏西。相較於今日行政區，其範圍大致包括丸山村、八寶村、中山村、太和村西部北側凸出部分。

## 歷史
台灣清治末期，員山地區為一街庄，稱為「員山庄」，隸屬於紅水溝堡。該庄東北與打那美庄為鄰，東及東南與大和庄為鄰，南及西南與蕃地為鄰，西邊為鹿埔庄，北邊為順安庄。
1901年（日治明治三十四年）11月，廢縣廳改設二十廳，該庄隸屬於宜蘭廳，編入第十一區。1905年（明治三十八年）7月，第十一區改名「紅水溝區」。1909年（明治四十二年）10月，合併二十廳為十二廳，該庄仍隸屬於宜蘭廳。1920年（大正九年），廢十二廳改設五州二廳，該庄改制為「員山」大字，隸屬於臺北州羅東郡冬山庄，大字下有「八寶」、「公埔」、「零工圍」小字名。
戰後冬山庄改制為冬山鄉，隸屬於臺北縣，大字改制為村。1950年10月，北、基、宜分治，冬山鄉改隸屬於宜蘭縣。

## 聚落
本地區發展較早的聚落有員山、八寶、公埔、零工圍等，在日治期初期的官方地圖上已有記載。此外，本地區尚有炭窯坑、石頭城仔、中城、新寮、舊寮等聚落。

## 交通
鄉道宜30線（梅林路、八寶路、義成路一段）是蚊子坑至成興的道路，大致以西北西—東南東走向蜿蜒經過員山地區。由該道路向西北西可前往鹿埔、阿里史並止於鄉道宜46線路口，向東南東可前往大和、冬山市區、補城地與香員宅交界地帶、奇武荖、隆恩、成興與猴猴交界地帶、下清水西南部並止於省道台2線路口。
鄉道宜34線（義成路二段、丸山路、中山路）是群英至中山的道路，其西南側端點位於本地區西南部舊寮聚落南口梅山路路口。由此向東北蜿蜒而行，至丸山聚落轉北出境後，可前往順安、九分西北部並止於省道台9線路口。

## 學校
- 順安國小中山分校

## 廟宇
- 石聖爺廟（石神廟）